# Calidris acuminata
Il piro-piro siberiano (Calidris acuminata, Horsfield 1821) è un uccello della famiglia degli Scolopacidae.

## Sistematica
Calidris acuminata non ha sottospecie, è monotipica. Recenti studi pongono questa specie all'interno del genere Philomachus.

## Distribuzione e habitat
Questo uccello vive in Asia orientale e meridionale, dalla Russia al Vietnam e dall'India all'Indonesia, compresi Giappone e Filippine; è presente anche in Oceania (Australia, Nuova Zelanda e numerose isole) e sulla costa occidentale di Stati Uniti e Canada. È di passo nell'Europa occidentale e settentrionale e nella parte centro-orientale del Nord America.